# Paladynastie van Gaur

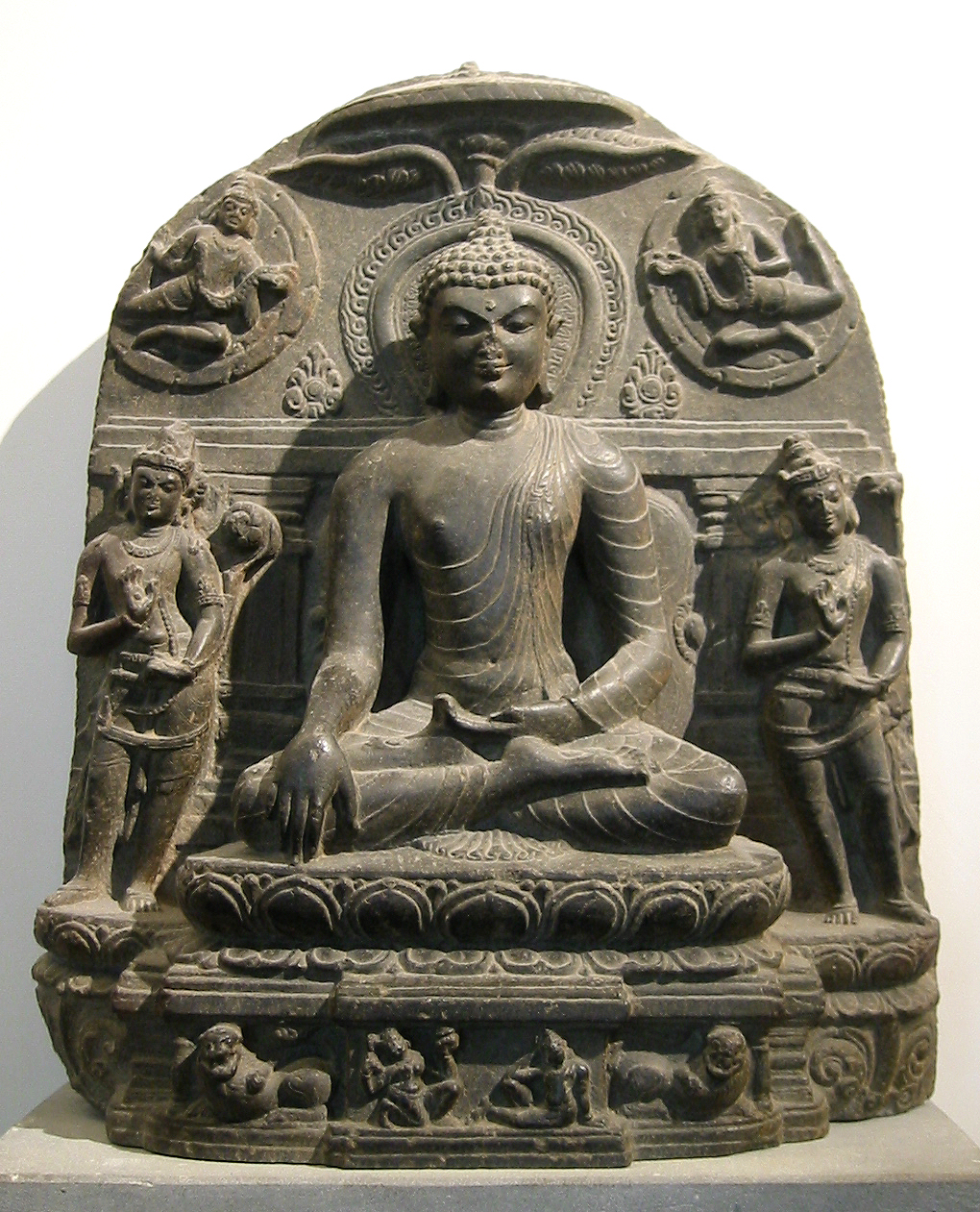
Boeddha en Bodhisattvas, 11e eeuw, Palarijk

De Pala's waren een boeddhistische dynastie in het noordoosten van het Indisch Subcontinent, die van de 8e tot de 12e eeuw over een rijk heersten dat ongeveer overeenkomt met het tegenwoordige Oost- en West-Bengalen en Bihar. Pala (Modern Bengali: পাল pal) betekent beschermer en alle namen van de Pala-koningen eindigden op dit woord.
De stichter van het Palarijk was Gopala (750-770). Hij was de eerste onafhankelijke boeddhistische koning van Bengalen en kwam aan de macht na democratische verkiezingen in Gaur. Gopala breidde zijn macht uit over heel Bengalen en zijn opvolgers Dharmapala (770-810) en Devapala (810-850) vergrootten het rijk over het noorden en oosten van het Indisch Subcontinent. In de 12e eeuw kwam een einde aan het Palarijk door aanvallen van de Sena's en Muhammad Khilji.
De Pala's waren Mahayana- of Vajrayana- (tantrische) boeddhisten. Ze trouwden vaak met de Gahadvala's van Kannauj. De Paladynastie heeft veel tempels en kunstwerken achtergelaten en tijdens hun regering bloeiden de universiteiten van Nalanda en Vikramshila. Vanuit het Palarijk verspreidde het boeddhisme zich over andere gebieden, waaronder Tibet.